# Cayaponia smithii
Cayaponia smithii är en gurkväxtart som beskrevs av Paul Carpenter Standley. Cayaponia smithii ingår i släktet Cayaponia och familjen gurkväxter. Inga underarter finns listade i Catalogue of Life.